# Équipe d'Allemagne de l'Est de football en 1953
Il s'agit du seul match joué par la sélection est-allemande au cours de l'année 1953.

## Matchs et résultats
| Match amical                             | Allemagne de l'Est | 0 – 0   | Bulgarie | Heinz-Steyer-Stadion, Dresde                         |                                                      |
| 14 juin 1953 · Historique des rencontres |                    | (0 - 0) |          | Spectateurs : 55 000 Arbitrage : M. Danko ( Hongrie) | Spectateurs : 55 000 Arbitrage : M. Danko ( Hongrie) |